# Wilhelm Seyffert
Wilhelm Seyffert (* 8. März 1924 in Masserberg, Thüringen; † 10. Februar 2008) war ein deutscher Wissenschaftler. Von 1965 bis zu seiner Emeritierung 1989 war Seyffert Professor für quantitative und Populations-Genetik an der Universität Tübingen.
Er wuchs in Sondershausen auf, war von 1941 bis 1945 Soldat. 1949 begann er ein Studium an der TH Hannover, wechselte 1952 zum Max-Planck-Institut für Vererbungs- und Züchtungsforschung in Berlin-Dahlem. 1954 promovierte er. Nach seiner Habilitation  1959 wurde er 1960 Privatdozent am Botanischen Institut der Universität Köln, 1962 arbeitete er am Max-Planck-Institut für Züchtungsforschung in Köln-Vogelsang. Nach Aufenthalten in den USA (Ames, Berkeley, Davis, Madison, Raleigh) wurde er 1965 auf den neu gegründeten Lehrstuhl für Genetik der Universität Tübingen berufen.